# Smooth Criminal
Smooth Criminal is een nummer van het album Bad van Michael Jackson uit 1987. Het nummer werd in november 1988 op single uitgebracht.
Tussen de snelle beats door zingt Jackson over Annie, een vrouw die werd aangevallen in haar appartement door een inbreker. Het refrein "Annie, are you OK?" werd geïnspireerd door Resusci Anne, een dummy. Resusci Anne is een oefenpop die wordt gebruikt bij reanimatietraining in Engelssprekende landen. Tijdens de opname van het album Bad volgde Michael Jackson een reanimatieklas en hij besloot om een verwijzing te verwerken in een van de nummers. 

## Achtergrond
De single werd uitgebracht in november 1988 en werd wereldwijd een hit. De plaat bereikte in Jackson's thuisland de Verenigde Staten de 7e positie in de Billboard Hot 100. De single werd nogmaals uitgebracht op 10 april 2006 als een deel van het album Visionary. De single behaalde toen in het Verenigd Koninkrijk nog een 19e positie in de UK Singles Chart.
In Nederland was het de derde nummer 1-hit van het album Bad, en tevens zijn laatste nummer 1-hit in het algemeen. De plaat werd destijds veel gedraaid op Radio 3 en werd een gigantische hit in de destijds twee landelijke hitlijsten op de nationale publieke popzender. De plaat bereikte de nummer 1-positie in zowel de Nederlandse Top 40 als de Nationale Hitparade Top 100.
In België bereikte de plaat de nummer 1-positie in de voorloper van de Vlaamse Ultratop 50 en de 6e positie in de Vlaamse Radio 2 Top 30. In Wallonië werd géén notering behaald.
Het nummer was de hoofdact van de film Moonwalker van Michael Jackson. Smooth Criminal werd uitgebracht met een tien minuten durende clip waar Jackson danst in een jaren 30 nachtclub. Jackson wilde eerst de clip in westernstijl creëren.
De alternatieve-rockband Alien Ant Farm bracht in 2001 een succesvolle nu metal-versie van het nummer uit. Deze versie werd een hit in onder andere de VS, de Britse eilanden, Frankrijk, Wallonië, Italië, Scandinavië, het Duitse en Nederlandse taalgebied. 
In Nederland behaalde deze versie de 4e positie in zowel de Nederlandse Top 40 op Radio 538 als de publieke hitlijst; destijds de Mega Top 100 op Radio 3FM.
In België bereikte deze versie de 3e positie in de Vlaamse Ultratop 50 en de 4e positie in de Waalse Ultratop 50. In de Vlaamse Radio 2 Top 30 werd géén notering behaald.
De baslijn van het nummer bracht in 1989 Mantronix op het idee voor de baslijn van hun hit Got To Have Your Love.

## Videoclip
De film Moonwalker laat een 10 minuten durende versie zien van Smooth Criminal, maar er zijn versies van de clip die slechts 4 tot 5 minuten duren. De clip begint op het moment dat een vreemdeling de bar Club 30 binnenkomt. De vreemdeling is Michael Jackson. Wanneer hij even heeft gewacht, gooit hij van een afstand een muntje in de jukebox, waardoor Smooth Criminal begint te spelen. Jackson zingt en danst zich een weg door Club 30. Terwijl Jackson danst, kijken kinderen toe hoe hij beweegt, vrouwen versiert en ruzie ontketent. Ze dansen zelf ook mee. Terwijl een meisje toekijkt, knipoogt Jackson naar haar en buigt hij voorover (veel verder dan de zwaartekracht toestaat). Terwijl hij zijn nummer afmaakt, komt er visite voor Jackson. Wanneer hij het nummer toch echt afmaakt met een knallend einde, met een machinegeweer, loopt hij de bar uit.

## Tracklist

### Originele uitgave
VK 7" single
1. "Smooth Criminal" – 4:16
2. "Smooth Criminal" (instrumentaal) – 4:16

VK 12" single
1. "Smooth Criminal" (verlengde dancemix) – 7:46
2. "Smooth Criminal" (dancemix - dubversie) – 4:45
3. "Smooth Criminal" (a capella) – 4:12

### Single Visionary
Cd-kant
1. "Smooth Criminal" (7 inch-versie) - 4:10
2. "Smooth Criminal" (verlengde dancemix) - 7:46

Dvd-kant
1. "Smooth Criminal" (clip)

## Hitnoteringen

### Nederlandse Top 40
| Hitnotering: 12-11-1988 t/m 04-02-1989 | Hitnotering: 12-11-1988 t/m 04-02-1989 | Hitnotering: 12-11-1988 t/m 04-02-1989 | Hitnotering: 12-11-1988 t/m 04-02-1989 | Hitnotering: 12-11-1988 t/m 04-02-1989 | Hitnotering: 12-11-1988 t/m 04-02-1989 | Hitnotering: 12-11-1988 t/m 04-02-1989 | Hitnotering: 12-11-1988 t/m 04-02-1989 | Hitnotering: 12-11-1988 t/m 04-02-1989 | Hitnotering: 12-11-1988 t/m 04-02-1989 | Hitnotering: 12-11-1988 t/m 04-02-1989 | Hitnotering: 12-11-1988 t/m 04-02-1989 | Hitnotering: 12-11-1988 t/m 04-02-1989 | Hitnotering: 12-11-1988 t/m 04-02-1989 |
| Week                                   | 1                                      | 2                                      | 3                                      | 4                                      | 5                                      | 6                                      | 7                                      | 8                                      | 9                                      | 10                                     | 11                                     | 12                                     |                                        |
| -------------------------------------- | -------------------------------------- | -------------------------------------- | -------------------------------------- | -------------------------------------- | -------------------------------------- | -------------------------------------- | -------------------------------------- | -------------------------------------- | -------------------------------------- | -------------------------------------- | -------------------------------------- | -------------------------------------- | -------------------------------------- |
| Nummer                                 | 18                                     | 11                                     | 8                                      | 6                                      | 3                                      | 2                                      | 1                                      | 3                                      | 4                                      | 11                                     | 21                                     | 37                                     | uit                                    |

### Nationale Hitparade Top 100
| Hitnotering week 1 t/m 17: 29-10-1988 t/m 25-02-1989 Hitnotering week 18 t/m 19: 15-04-2006 t/m 22-04-2006 Hitnotering week 20 t/m 26: 04-07-2009 t/m 15-08-2009 | Hitnotering week 1 t/m 17: 29-10-1988 t/m 25-02-1989 Hitnotering week 18 t/m 19: 15-04-2006 t/m 22-04-2006 Hitnotering week 20 t/m 26: 04-07-2009 t/m 15-08-2009 | Hitnotering week 1 t/m 17: 29-10-1988 t/m 25-02-1989 Hitnotering week 18 t/m 19: 15-04-2006 t/m 22-04-2006 Hitnotering week 20 t/m 26: 04-07-2009 t/m 15-08-2009 | Hitnotering week 1 t/m 17: 29-10-1988 t/m 25-02-1989 Hitnotering week 18 t/m 19: 15-04-2006 t/m 22-04-2006 Hitnotering week 20 t/m 26: 04-07-2009 t/m 15-08-2009 | Hitnotering week 1 t/m 17: 29-10-1988 t/m 25-02-1989 Hitnotering week 18 t/m 19: 15-04-2006 t/m 22-04-2006 Hitnotering week 20 t/m 26: 04-07-2009 t/m 15-08-2009 | Hitnotering week 1 t/m 17: 29-10-1988 t/m 25-02-1989 Hitnotering week 18 t/m 19: 15-04-2006 t/m 22-04-2006 Hitnotering week 20 t/m 26: 04-07-2009 t/m 15-08-2009 | Hitnotering week 1 t/m 17: 29-10-1988 t/m 25-02-1989 Hitnotering week 18 t/m 19: 15-04-2006 t/m 22-04-2006 Hitnotering week 20 t/m 26: 04-07-2009 t/m 15-08-2009 | Hitnotering week 1 t/m 17: 29-10-1988 t/m 25-02-1989 Hitnotering week 18 t/m 19: 15-04-2006 t/m 22-04-2006 Hitnotering week 20 t/m 26: 04-07-2009 t/m 15-08-2009 | Hitnotering week 1 t/m 17: 29-10-1988 t/m 25-02-1989 Hitnotering week 18 t/m 19: 15-04-2006 t/m 22-04-2006 Hitnotering week 20 t/m 26: 04-07-2009 t/m 15-08-2009 | Hitnotering week 1 t/m 17: 29-10-1988 t/m 25-02-1989 Hitnotering week 18 t/m 19: 15-04-2006 t/m 22-04-2006 Hitnotering week 20 t/m 26: 04-07-2009 t/m 15-08-2009 | Hitnotering week 1 t/m 17: 29-10-1988 t/m 25-02-1989 Hitnotering week 18 t/m 19: 15-04-2006 t/m 22-04-2006 Hitnotering week 20 t/m 26: 04-07-2009 t/m 15-08-2009 | Hitnotering week 1 t/m 17: 29-10-1988 t/m 25-02-1989 Hitnotering week 18 t/m 19: 15-04-2006 t/m 22-04-2006 Hitnotering week 20 t/m 26: 04-07-2009 t/m 15-08-2009 | Hitnotering week 1 t/m 17: 29-10-1988 t/m 25-02-1989 Hitnotering week 18 t/m 19: 15-04-2006 t/m 22-04-2006 Hitnotering week 20 t/m 26: 04-07-2009 t/m 15-08-2009 | Hitnotering week 1 t/m 17: 29-10-1988 t/m 25-02-1989 Hitnotering week 18 t/m 19: 15-04-2006 t/m 22-04-2006 Hitnotering week 20 t/m 26: 04-07-2009 t/m 15-08-2009 | Hitnotering week 1 t/m 17: 29-10-1988 t/m 25-02-1989 Hitnotering week 18 t/m 19: 15-04-2006 t/m 22-04-2006 Hitnotering week 20 t/m 26: 04-07-2009 t/m 15-08-2009 | Hitnotering week 1 t/m 17: 29-10-1988 t/m 25-02-1989 Hitnotering week 18 t/m 19: 15-04-2006 t/m 22-04-2006 Hitnotering week 20 t/m 26: 04-07-2009 t/m 15-08-2009 | Hitnotering week 1 t/m 17: 29-10-1988 t/m 25-02-1989 Hitnotering week 18 t/m 19: 15-04-2006 t/m 22-04-2006 Hitnotering week 20 t/m 26: 04-07-2009 t/m 15-08-2009 | Hitnotering week 1 t/m 17: 29-10-1988 t/m 25-02-1989 Hitnotering week 18 t/m 19: 15-04-2006 t/m 22-04-2006 Hitnotering week 20 t/m 26: 04-07-2009 t/m 15-08-2009 | Hitnotering week 1 t/m 17: 29-10-1988 t/m 25-02-1989 Hitnotering week 18 t/m 19: 15-04-2006 t/m 22-04-2006 Hitnotering week 20 t/m 26: 04-07-2009 t/m 15-08-2009 | Hitnotering week 1 t/m 17: 29-10-1988 t/m 25-02-1989 Hitnotering week 18 t/m 19: 15-04-2006 t/m 22-04-2006 Hitnotering week 20 t/m 26: 04-07-2009 t/m 15-08-2009 | Hitnotering week 1 t/m 17: 29-10-1988 t/m 25-02-1989 Hitnotering week 18 t/m 19: 15-04-2006 t/m 22-04-2006 Hitnotering week 20 t/m 26: 04-07-2009 t/m 15-08-2009 | Hitnotering week 1 t/m 17: 29-10-1988 t/m 25-02-1989 Hitnotering week 18 t/m 19: 15-04-2006 t/m 22-04-2006 Hitnotering week 20 t/m 26: 04-07-2009 t/m 15-08-2009 | Hitnotering week 1 t/m 17: 29-10-1988 t/m 25-02-1989 Hitnotering week 18 t/m 19: 15-04-2006 t/m 22-04-2006 Hitnotering week 20 t/m 26: 04-07-2009 t/m 15-08-2009 | Hitnotering week 1 t/m 17: 29-10-1988 t/m 25-02-1989 Hitnotering week 18 t/m 19: 15-04-2006 t/m 22-04-2006 Hitnotering week 20 t/m 26: 04-07-2009 t/m 15-08-2009 | Hitnotering week 1 t/m 17: 29-10-1988 t/m 25-02-1989 Hitnotering week 18 t/m 19: 15-04-2006 t/m 22-04-2006 Hitnotering week 20 t/m 26: 04-07-2009 t/m 15-08-2009 | Hitnotering week 1 t/m 17: 29-10-1988 t/m 25-02-1989 Hitnotering week 18 t/m 19: 15-04-2006 t/m 22-04-2006 Hitnotering week 20 t/m 26: 04-07-2009 t/m 15-08-2009 | Hitnotering week 1 t/m 17: 29-10-1988 t/m 25-02-1989 Hitnotering week 18 t/m 19: 15-04-2006 t/m 22-04-2006 Hitnotering week 20 t/m 26: 04-07-2009 t/m 15-08-2009 | Hitnotering week 1 t/m 17: 29-10-1988 t/m 25-02-1989 Hitnotering week 18 t/m 19: 15-04-2006 t/m 22-04-2006 Hitnotering week 20 t/m 26: 04-07-2009 t/m 15-08-2009 | Hitnotering week 1 t/m 17: 29-10-1988 t/m 25-02-1989 Hitnotering week 18 t/m 19: 15-04-2006 t/m 22-04-2006 Hitnotering week 20 t/m 26: 04-07-2009 t/m 15-08-2009 | Hitnotering week 1 t/m 17: 29-10-1988 t/m 25-02-1989 Hitnotering week 18 t/m 19: 15-04-2006 t/m 22-04-2006 Hitnotering week 20 t/m 26: 04-07-2009 t/m 15-08-2009 |
| Week | 1 | 2 | 3 | 4 | 5 | 6 | 7 | 8 | 9 | 10 | 11 | 12 | 13 | 14 | 15 | 16 | 17 | | 18 | 19 | | 20 | 21 | 22 | 23 | 24 | 25 | 26 | |
| --- | --- | --- | --- | --- | --- | --- | --- | --- | --- | --- | --- | --- | --- | --- | --- | --- | --- | --- | --- | --- | --- | --- | --- | --- | --- | --- | --- | --- | --- |
| Nummer | 92 | 30 | 13 | 5 | 5 | 4 | 2 | 1 | 2 | 2 | 3 | 10 | 19 | 23 | 30 | 52 | 63 | uit | 20 | 56 | uit | 22 | 23 | 29 | 56 | 70 | 92 | 91 | uit |

### NPO Radio 2 Top 2000
| Nummer met noteringen in de NPO Radio 2 Top 2000 | '09 | '10 | '11 | '12 | '13 | '14 | '15 | '16 | '17 | '18 | '19 | '20 | '21 | '22 | '23 | '24 |
| ------------------------------------------------ | --- | --- | --- | --- | --- | --- | --- | --- | --- | --- | --- | --- | --- | --- | --- | --- |
| Smooth Criminal                                  | 137 | 419 | 458 | 470 | 339 | 450 | 339 | 385 | 439 | 292 | 410 | 452 | 448 | 475 | 519 | 610 |

1. ↑  Een vetgedrukt getal geeft de hoogste notering aan.
2. ↑  2009 was het eerste jaar met een notering voor dit nummer.